# Phyllonorycter longispinata
Phyllonorycter longispinata är en fjärilsart som först beskrevs av Tosio Kumata 1958.  Phyllonorycter longispinata ingår i släktet guldmalar, och familjen styltmalar. Inga underarter finns listade i Catalogue of Life.